# خاندا (سيف)
خاندا او سيف الخاندا ( بالسنسكريتية : गड्ग ) هو سيف مستقيم ذو حدين مصدره شبه القارة الهندية. كانت عشائر راجبوت المحاربة تبجل الخاندا باعتبارها سلاحًا ذا مكانة عظيمة. غالبًا ما يتم عرضه في الأيقونات الدينية والمسرح والفن الذي يصور تاريخ الهند القديم. إنه سلاح شائع في فنون الدفاع عن النفس الهندية .  غالبًا ما تظهر خاندا في الكتبة والفنون السيخية والجاينية والبوذية والهندوسية.

## علم أصول الكلمات
تعود أصول كلمة "خاندا" إلى اللغة السنسكريتية خاجا (खड्ग) أو خاجا، من جذر خان الذي يعني "كسر، تقسيم، قطع، تدمير". الكلمة القديمة للسلاح الأبيض، asi ، تُستخدم في Rigveda للإشارة إما إلى شكل مبكر من السيف أو إلى سكين أو خنجر ذبيحة لاستخدامه في الحرب.

## التاريخ
تظهر السيوف المبكرة في السجل الأثري للسيوف النحاسية الطقسية في فاتحجاره شمال الهند وكالور في جنوب الهند.  على الرغم من أن بوراناس والفيدا تعطي تاريخًا أقدم لسكين القرابين.  تم استخدام السيوف المستقيمة (بالإضافة إلى السيوف الأخرى المنحنية للداخل والخارج)، في التاريخ الهندي منذ العصر الحديدي ماهاجاناباداس (حوالي 600 إلى 300 قبل الميلاد)، وقد تم ذكرها في الملاحم السنسكريتية ، واستخدمت في الجنود في جيوش مثل تلك الموجودة في الإمبراطورية الموريانية . العديد من المنحوتات من عصر غوبتا(280-550 م) يصور الجنود الذين يحملون سيوفًا عريضة تشبه الخاندا. يتم اندلع هذه مرة أخرى عند الحافة. استمر استخدامها في فن مثل مورتيس في عصر تشولا .[بحاجة لمصدر]
هناك مجموعة من اللوحات التي تصور الخاندا التي كان يرتديها ملوك راجبوت طوال عصر العصور الوسطى. تم استخدامه عادة من قبل جنود المشاة والنبلاء الذين لم يكونوا على أحصنة في المعركة. كانت عشائر راجبوت المحاربة تبجل الخاندا باعتبارها سلاحًا ذا مكانة عظيمة.
وفقًا للبعض، تم تحسين التصميم من قبل إمبراطور راجبوت بريثفيراج تشوهان .[بحاجة لمصدر] أضاف العمود الفقري الخلفي للشفرة لإضافة المزيد من القوة. كما أنه جعل النصل أوسع وأكثر استواءً، مما جعله سلاح قطع هائل. كما أنها أعطت ميزة جيدة للمشاة على جيوش العدو ذات سلاح الفرسان الخفيف.
استخدم محاربو راجبوت في المعركة الخاندا بكلتا يديهم وأرجحوها فوق رؤوسهم عندما حاصرهم العدو وتفوق عليهم عددًا. وبهذه الطريقة يرتكبون تقليديًا موقفًا أخيرًا مشرفًا بدلاً من القبض عليهم. وحتى اليوم يبجلون الخندا بمناسبة الداسارا.
من المعروف أن ماهارانا براتاب كان يستخدم الخاندا. كان صهر ميان تانسن ، نوبات خان يستخدم أيضًا الخاندا وكانت العائلة تُعرف باسم خاندارا بينكار. كان وزير خان خندرا بكارًا مشهورًا في القرن التاسع عشر.[بحاجة لمصدر]
من المعروف أن العديد من المحاربين السيخ من رتبة أكالي-نيهانج استخدموا الخاندا. على سبيل المثال، يشتهر بابا ديب سينغ بحمل الخاندا في معركته الأخيرة قبل وفاته، والتي لا تزال محفوظة في أكال تاخات صاحب.  أن أكالي فولا سينغ كان يستخدم الخاندا، وكانت هذه الممارسة شائعة بين الضباط والقادة في جيش السيخ خالصة وكذلك من قبل السيخ ساردارز من ميسل وإمبراطورية السيخ . الفن القتالي السيخي، يستخدم جاتكا أيضًا الخاندا.[بحاجة لمصدر]
يُعرف مجتمع خانديات في أوديشا بكونه مجتمعًا عسكريًا يتقن استخدام سيف الخاندا.[بحاجة لمصدر]

## المظهر
تتسع الشفرة من المقبض إلى النقطة التي عادة ما تكون حادة جدًا. على الرغم من أن كلا الحافتين حادتان، إلا أن أحد الجانبين عادةً ما يحتوي على لوحة تقوية على طول معظم طوله، مما يضيف وزنًا إلى القطع السفلية ويسمح للعامل بوضع يده على الحافة المطلية. يحتوي المقبض على واقي لوحة كبير وواقي إصبع عريض متصل بالحلق. الحلق مستدير ومسطح مع ارتفاع بارز من مركزه. يمكن استخدام السنبلة بشكل هجومي أو كقبضة عند توجيه ضربة بكلتا اليدين. المقبض مطابق للمقبض المستخدم في سيف مستقيم آخر من جنوب آسيا، وهو السيف الفيرانجي .[بحاجة لمصدر]

## أنظر أيضا
- قلج
- بولوار
- تلوار
- فرنجي
- شاشكا
- سيف مغولي تركي
- استوك
- ليويداو